# Pico de gallo

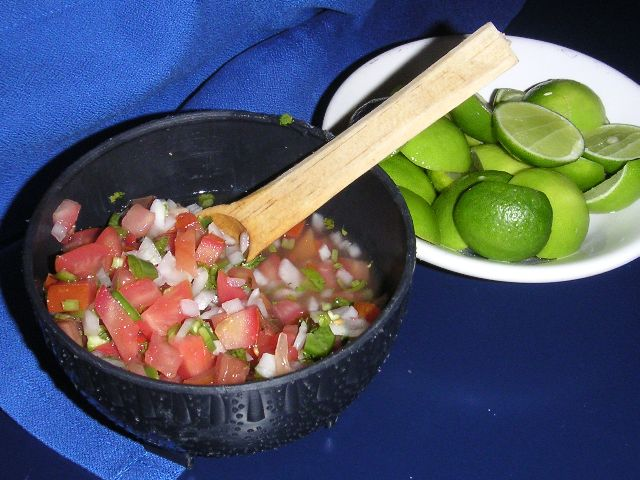
Pico de gallo.

Au Mexique, l’expression pico de gallo (en espagnol, littéralement : « bec de coq ») désigne un mélange de tomates coupées en dés, d'oignons et de piments jalapeños.
Cette préparation est à peu près similaire au rougail tomates de l'île de La Réunion.

## Étymologie
Selon l'auteure culinaire Sharon Tyler Herbst, le pico de gallo est nommé ainsi parce qu'à l'origine les gens le mangeaient en pinçant les ingrédients coupés en dés entre le pouce et l'index.
Dans leur livre Authentic Mexican: Regional Cooking from the Heart of Mexico, Rick Bayless et Deann Groen supposent que le nom vient du fait que la texture de cette salade mexicaine ressemble au hachis des oiseaux.
De nombreux habitants indigènes de la région de Sonora au Mexique expliquent que le nom est dérivé de la ressemblance entre le piment serrano et le bec de coq.